# هورشم، کامبریا
هورشم (به انگلیسی: Heversham) یک روستا و محله مدنی در بریتانیا است که در South Lakeland واقع شده‌است. هورشم ۶۹۹ نفر جمعیت دارد.